# Major (golf)

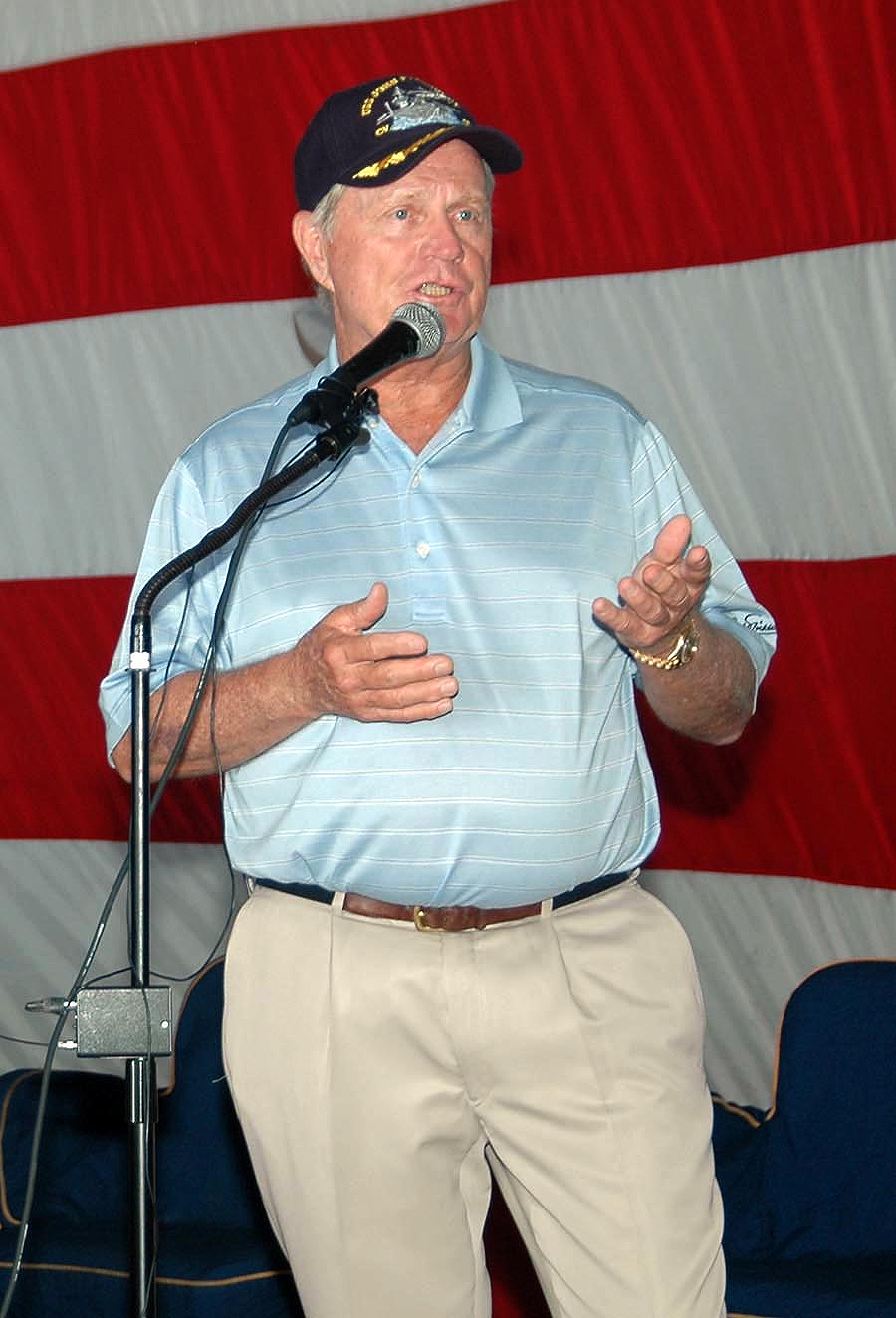
Jack Nicklaus vyhrál rekordních 18 major turnajů.

Major (v angličtině nejčastěji the Majors, případně the major championships) je stručné souhrnné označení pro v současnosti čtyři profesionální turnaje v golfu, které jsou považovány za nejvýznamnější a nejprestižnější. Lze přirovnat k pojmu Grand Slam v tenise (který zahrnuje také čtyři turnaje), ale s tím rozdílem, že v golfu platí jen pro muže, protože ženy hrají v golfu úplně jiné turnaje. 
Historicky byly za major turnaje považovány národní otevřené a amatérské šampionáty Velké Británie a Spojených států (původně pojem zahrnoval dva britské a dva americké turnaje). S rozvojem profesionálního golfu v polovině 20. století se pojem major začal používat pro označení nejprestižnějších profesionálních turnajů. V moderním mužském profesionálním golfu existují čtyři celosvětově uznávané major šampionáty. Od roku 2019 je jejich pořadí následující:
- Masters Tournament (anglicky nejčastěji jen the Masters) se koná v dubnu vždy na stejném hřišti a pořádá ho Augusta National Golf Club ve státě Georgie na východním pobřeží USA.
- PGA Championship se koná od roku 2019 v květnu (do roku 2018 byl v srpnu jako poslední major). Pořádá ho PGA of America (Sdružení amerických profesionálních golfistů) a hraje se střídavě na různých místech v USA.
- U.S. Open se koná v červnu. Pořádá ho USGA (United States Golf Association: Americká asociace golfových hřišť a klubů) a hraje se na různých golfových hřištích v USA.
- The Open Championship (v USA často označovaný British Open pro důraznější odlišení od U.S. Open) se hraje v červenci. Pořádá ho britská The R&A a hraje se střídavě na vybraných, tzv. linksových golfových hřištích ve Spojeném království (převážně v Anglii a Skotsku, ale již hrálo se také v Severním Irsku). Hraje se od roku 1860 a je tak nejstarší ze současných major turnajů a nyní jediný mimo USA.

## Přehled turnajů
| Turnaj                | Měsíc    | Termín                                               | Vznik | Místo                                          | Pořadatel                                    | Země | Dotace 2022 (mil. USD) | Vítěz 2022 (mil. USD) |
| --------------------- | -------- | ---------------------------------------------------- | ----- | ---------------------------------------------- | -------------------------------------------- | ---- | ---------------------- | --------------------- |
| Masters Tournament    | duben    | finále 2. neděle v dubnu                             | 1934  | Augusta National Golf Club, Augusta, Georgie   | Augusta National Golf Club, Augusta, Georgie | USA  | 15,0                   | 2,70                  |
| PGA Championship      | květen   | víkend před Memorial Day                             | 1916  | různá golfová hřiště                           | PGA of America                               | USA  | 15,0                   | 2,70                  |
| U.S. Open             | červen   | víkend končící třetí nedělí v červnu neboli Den otců | 1895  | United States Golf Association                 | různá golfová hřiště                         | USA  | 17,5                   | 3,15                  |
| The Open Championship | červenec | víkend obsahujcí třetí pátek v červenci              | 1860  | vybraná linksová hřiště ve Spojeném království | The R&A                                      | UK   | 14,0                   | 2,50                  |

Poznámka: turnaj The Players Championship, který od roku 1974 pořádá organizace PGA Tour a hraje se (od roku 2019 opět v březnu) na hřišti TPC at Sawgrass (s proslulou „Ostrovní jamkou“ č. 17) v Ponte Vedra Beach na Floridě nepatří mezi oficiálně uznávané major turnaje, ale jeho pořadatel ho často označuje jako pátý major.

## Historie
Pojem „Major“ původně znamenal také čtyři turnaje, ale polovina z nich byla jiná než v současnosti. Patřily sem dva britské turnaje (The Open Championship jako nyní a The Amateur Championship) a dva americké turnaje (U.S. Open a U.S. Amateur). Po vzniku turnaje Masters Tournament v roce 1934 jeho prestiž postupně rostla. To bylo doprovázeno celkovým vzestupem profesionálního golfu na konci 40. a v 50. letech 20. století a v důsledku toho také poklesem významu dvou amatérských turnajů, které do této prestižní čtyřky původně patřily. Nakonec se termínem „Major“  začaly označovat začaly označovat čtyři turnaje v současně skladbě: Masters Tournament, PGA Championship, U.S. Open a jediný zbylý britský turnaj The Open Championship. 
Je obtížné určit, kdy přesně se definice změnila do současné podoby, ale mnozí se domnívají, že k tomu došle během mimořádně úspěšné sezóny Arnolda Palmera v roce 1960. Poté, co na začátku sezóny vyhrál Masters a poté U.S. Open, poznamenal, že pokud by se mu podařilo vyhrát ještě britský Open Championship a PGA Championship (pořadí turnajů tehdy bylo jiné), zkompletoval by „vlastní grand slam“, kterým by se vyrovnal Bobbymu Jonesovi z roku 1930 (ten v tomto roce vyhrál výše uvedené dva americké a dva britské turnaje; Masters Tournament vznikl až 1934). Do té doby mnoho amerických hráčů, jako například Byron Nelson, považovalo za dva golfové „majory“ také Western Open a North and South Open. Kromě toho, pro britské profesionály a hráče Commonwealth byl v té době britský PGA Matchplay Championship stejně důležitý jako PGA Championship pro Američany.
Navíc, v padesátých letech 20. století byl jen krátce trvající World Championship of Golf svými účastníky považován rovněž za „major“, protože odměna pro vítěze byla téměř desetkrát větší než v jakákoli jiné soutěž té doby a také to byl první turnaj, jehož finále vysílala americká televize v přímém přenosu. Nejstarší ze současných majorů je The Open Championship (hraje se od roku 1860), který se běžně označuje také jako British Open. Ve dvacátých a třicátých letech 20. století mu dominovali američtí šampioni, ale od čtyřicátých let 20. století, kdy došlo ke srovnatelnému nárůstu odměn na amerických turnajích , byla dlouhá cesta do Spojeného království pro přední americké profesionály stále více neúnosná. Jejich pravidelná účast se po válečných letech snížila. Ben Hogan se zúčastnil pouze jednou v roce 1953 a vyhrál, ale už se nikdy nevrátil. Sam Snead vyhrál v roce 1946, ale finančně na tom prodělal (odměna za vítězství byla 600 dolarů, méně než jeho náklady na cestu a pobyt) a na podruhé se na turnaj vrátil se až v roce 1962.
Golfový publicista Dan Jenkins, který byl často považován za světovou autoritu v oblasti major turnajů, protože jich navštívil přes 200 (daleko více než kdokoli jiný), jednou poznamenal: „"Profesionálové tehdy o majorech moc nemluvili. Myslím, že to byl redaktor časopisu Sports Illustrated Herbert Warren Wind, kdo začal tento termín používat. Říkal, že golfisté musí být hodnoceni podle major turnajů, které vyhráli, ale není to tak, že by existoval nějaký pevně stanovený počet major turnajů“.
V roce 1960 se Arnold Palmer přihlásil na britský The Open Championship ve snaze napodobit Hoganův výkon z roku 1953, který zde vyhrál hned při své první návštěvě. Ačkoli při svém prvním pokusu skončil o jednu ránu druhý, Palmer se vrátil a vyhrál další dva ročníky v letech 1961 a 1962. Potíže s termíny PGA Championship přetrvávaly, ale v šedesátých letech začalo soutěžit více Američanů, což obnovilo prestiž této soutěže (a s ní i finanční odměny, které kdysi dělaly tento turnaj atraktivní pro další americké profesionály). Nástup transatlantické letecké dopravy pomohl výrazně zvýšit americkou účast na britském The Open Championship v následujících letech. Diskuse mezi Palmerem a pittsburským golfovým novinářem Bobem Drumem vedla ke vzniku konceptu moderního Grand Slamu v golfu.
V roce 2016 se golf po 112 letech znovu vrátil na program letních olympijských her (v Rio de Janeiro). Pro tento rok proto byl výrazně upraven celý golfový kalendář. Následně v srpnu 2017 PGA of America oznámila, že PGA Championship bude od roku 2019 přesunut na konec května, mezi Masters a U.S. Open. PGA Tour současně oznámila, že ve stejném roce přesune The Players Championship zpět na březen. V důsledku toho se The Players (který nepatří mezi oficiální major turnaje, ale řadou charakteristik se jim blíží) a čtyři majory budou hrát v pěti po sobě jdoucích měsících (od března do července).

## Význam major turnajů
Čtyři major turnaje: Masters Tournament, PGA Championship, U.S. Open a britský The Open Championship jsou po desítky let nejprestižnější golfové události. Účastní se jich elitní hráči z celého světa a pověst nejlepších hráčů golfové historie se z velké části odvíjí od počtu vítězství na major turnajích, která nasbírali. Vysoké peněžní odměny za vítězství nebo dobré umístění přitom nejsou nejdůležitější. V tomto směru je po většinu let předčí The Players Championship (nepatřící mezi oficiální major turnaje, i když pořadatel ho často propaguje jako „pátý major“), tři ze čtyř turnajů World Golf Championships (HSBC Champions, povýšený na WGC v roce 2009, mají hlavní cenu srovnatelnou s major turnaji) a platí též pro některé další pozvánkové turnaje. Vítězství na turnaji kategorie major však ovlivňuje kariéru hráče mnohem více než vítězství v jakémkoli jiném turnaji. Pokud je již předním hráčem, pravděpodobně získá velké prémie od svých sponzorů a může si vyjednat lepší smlouvy. Pokud je dosud neznámý, okamžitě je středem pozornosti. A co je možná ještě důležitější, získá výjimku z nutnosti každoročně se kvalifikovat na významné turnaje nebo daný golfový okruh, čímž získá určitou jistotu v nestabilní profesi. V současné době PGA Tour i European Tour udělují pětiletou výjimku všem vítězům major turnajů a ti mají v těchto žebříčcích nejvyšší prioritu.
Každý z majorů provozují nezávislé golfové organizace, nikoliv PGA Tour. Tři ze čtyř současných majorů se konají ve Spojených státech, jeden ve Spojeném království (původně dva). Masters se jako jediný každoročně hraje na stejném hřišti v Augusta National Golf Club, zatímco ostatní tři hřiště střídají, z toho britský The Open Championship se vždy hraje na tzv. linksovém hřišti. Jde o typ hřiště, které je charakteristické pro Spojené království, i když podobná hřiště se dnes vyskytují také v řadě dalších zemí, včetně několika hřišť v České republice. Linksová hřiště se vyznačují tím, že jsou téměř nebo zcela bez stromů, mají velmi hluboké bunkery a zejména pro hřiště ve Skotsku platí, že většinou na nich vane velmi silný vítr, který hru významně ovlivňuje (většinou jsou na pobřeží).  Každý z majorů má odlišnou historii, ale jejich zvláštní postavení je uznáváno po celém světě. Vítězové major šampionátů získávají maximální možný příděl 100 bodů z oficiálního světového golfového žebříčku, který je schvalován všemi hlavními okruhy (PGA Tour, European Tour, Japan Tour). 
Turnaj Players od svého vzniku (1974: tedy mnohem později než nejmladší major) nabízí větší nebo přinejmenším podobné finanční odměny jako major turnaje, protože PGA Tour (která je jeho přímým pořadatelem) chce, aby její nejdůležitější turnaj byl stejně atraktivní. Ačkoli jsou majory díky své historii a tradici považovány za nejprestižnější, kromě Players existují ještě další turnaje, které nejsou „major“, ale přesto na nich pravidelně soutěží nejlepší hráči o obdobné nebo vyšší finanční odměny. Patří sem například DP World Tour Championship v Dubai nebo World Golf Championships v rámci European Tour.

## Charakteristické zvláštnosti
Protože každý turnaj vznikl v jiném období, za jiných podmínek, s jinými cíli a je řízen jinou organizací, má každý z nich své zvláštní charakteristické rysy, v některých případech jde až o určité podivnosti. 

### Masters Tournament
Masters Tournament (někdy označovaný jako U.S. Masters) je první major turnaj sezóny. Jediný se hraje každý rok na stejném hřišti (Augusta National Golf Club) a má pozvánkový charakter (každý hráč musí získat pozvánku klubu, aby se turnaje mohl účastnit). Augusta National Golf Club zve na Masters nejmenší počet hráčů ze všech majorů, zpravidla méně než 100 golfistů. Nicméně nyní (stejně jako na všech ostatních majorech) všichni golfisté z první padesátky světového žebříčku a malý okruh dalších, přesně vymezených hráčů (např. předchozí vítězové Masters, po omezenou dobu i vítězové ostatních majorů a několika dalších turnajů)  má de facto pozvánku zajištěnu předem. Současně je jediným ze čtyř majorů, který nepoužívá „náhradníky“, kteří by nastoupili místo hráčů, kteří se kvalifikovali, ale nakonec se turnaje nezúčastní (obvykle z důvodu zranění). 
Přestože jde o daleko nejmladší turnaj mezi majory, existuje velké množství pečlivě dodržovaných tradic, které vytvářejí osobitý charakter turnaje. Mezi tyto tradice patří soutěž „Par 3“ před zahájením turnaje (kam si hráči zvou své manželky či partnerky, často i děti), večeře šampionů, čestné odpaly legendárními golfisty, předávání zeleného saka šampionovi ad. Zelené sako poprví získal Sam Snead v roce 1949, tehdy bylo spolu se Samem Sneadem zpětně uděleno i všem devíti předchozím vítězům, kteří se stali známými jako „původní desítka“.
Mnohá specifika má i samotné hřiště s výrazně zvlněnými fairwayemi a greeny, všechny jamky pojmenované podle různých rostlin, tradičním umístěním jamek a využitím rybníka a potoků jako přirozených překážek na několika klíčových jamkách na druhé devítce. Augusta National Club Golf je tradičně také „tajnůstkářský“: např. ani během Masters nezveřejňuje rychlost greenů, hřiště nikdy nebylo oficiálně normováno, nejsou uváděny počty prodaných vstupenek ap. Jedinou osobou oprávněnou komunikovat s médii je předseda klubu. 
Mezi již zaniklé, ale dlouho dodržované tradice patřilo též to, že každému hráči na Masters Tournament vždy byl povinně přidělen caddy klubu (nemohl využít vlastního). Využívání caddies hostitelského klubu bylo dříve obvyklé i na dalších turnajích, ale např. na U.S. Open tato praxe zanikla v roce 1975, na jiných turnajích ještě dříve. Na Masters se udržela až do roku 1983, kdy pořadatelé ustoupili tlaku hráčů v čele s dvojnásobným šampiónem Tomem Watsonem. Hráči si stěžovali na průběh předchozího ročníku, během něhož se mnoho caddies, zmatených čtvrtečním zpožděním v důsledku bouřky, nedostavilo v pátek ráno včas.
Ještě neobvyklejší bylo, že Augusta zaměstnávala jako caddies pouze černochy. Spoluzakladatel klubu Clifford Roberts jednou řekl: „Dokud budu naživu, všichni golfisté budou bílí a všichni caddies černí.“ První ženskou caddy v Augustě byla dcera George Archera Elizabeth, rovněž v roce 1983, kdy hráči poprvé mohli využívat vlastní caddies. Dodnes jsou ženy jako caddies v Augustě vzácné, ale Fanny Sunesson (narozená ve Švédsku), se stala první ženou, která se jako caddy podílela na vítězství na Masters – současně to bylo vůbec poprvé na jakémkoliv major turnaji. V letech 1990 až 1999 dělala caddyho Nicku Faldovi, který během té doby vyhrál Masters dvakrát (1990 a 1996), celkem se stal vítězem třikrát.  

### PGA Championship
PGA Championship (někdy označovaný jako U.S. PGA), který se (po celkové revizi golfového kalendáře) od roku 2019 koná v květnu jako druhý major roku, se hraje v různých golfových klubech, ale převážně ve východní polovině USA. V západní polovině USA se do roku 2022 hrálo jen jedenáctkrát, naposledy v roce 2020 na hřišti TPC Harding Park v San Franciscu. Uplynulo tak čtvrt století, než se turnaj opět konal v Kalifornii. Vybraná hřiště bývají podobně obtížná jako hřiště pro U.S. Open. Existuje několik málo golfových hřišť (Baltusrol Golf Club v New Jersey, jen asi 30 kilometrů západně od New York City, Medinah Country Club v Illinois, Oakland Hills Country Club  nedaleko Detroitu ve státě Michigan, Oak Hill Country Club v Pittsford ve státě New York a Winged Foot Golf Club v Mamaroneck, rovněž stát New York), kde se (v různých letech) hrály oba turnaje. 
Americká PGA uzavírá s hostitelským klubem dohodu o rozdělení zisku. Výjimkou byl rok 2014, kdy se turnaj konal v golfovém klubu Valhalla v Louisville v Kentucky, který v té době plně vlastnila PGA of America. Stejně jako v případě turnaje The Masters mají předchozí vítězové PGA Championship doživotní pozvánku k účasti. Kromě pozvání nedávných šampionů ostatních tří profesionálních majorů a předních hráčů světového žebříčku je pole PGA Championship doplněno kvalifikacemi, které se konají mezi členy PGA of America, organizace klubových a učitelských profesionálů, kteří nejsou členy PGA Tour. PGA Championship je také jediným ze čtyř majorů, na který jsou pozváni všichni vítězové každého turnaje okruhu PGA Tour v roce předcházejícím turnaji, a také 20 klubových profesionálů, kteří nejsou pravidelnými účastníky okruhu PGA. Amatérští golfisté na PGA Tour běžně nehrají a mohli by se kvalifikovat pouze vítězstvím v jednom ze tří ostatních majorů, vítězstvím v jiném turnaji PGA Tour, pokud na něm hráli na základě výjimky od sponzora, nebo vysokým umístěním na světovém žebříčku. 
Když se turnaj PGA Championship konal v srpnu (do roku 2018 včetně), často ho ovlivňovalo velké horko a vlhkost vzduchu, které jsou charakteristické pro letní podnebí většiny území USA, což ho často odlišovalo od (zejména) britského The Open Championship turnaje, který se naopak často hraje za chladnějšího a deštivého počasí. Od roku 2019, s přesunem termínu na květen, je méně pravděpodobné, že horko a vlhkost budou mít na turnaj PGA Championship zásadní vliv.

### U.S. Open
U.S. Open, od roku 2019 konaný jako třetí major sezóny, je proslulý tím, že se hraje na obtížných hřištích s úzkými fairwayemi, náročnými greeny, náročnými pin pozicemi a hustým a vysokým roughem, což klade velký důraz na přesnost hry golfisty. Navíc, zatímco většina pravidelných turnajů PGA tour se hraje na hřištích s parem 72, U.S. Open se v posledních desetiletích téměř nikdy nekonalo na takovém hřišti. Turnaj v roce 2017 byl prvním od roku 1992, který se hrál na paru 72. Během této doby se turnaj občas hrál na  golfovém hřiště s parem 71, nejčastěji však na paru 70. Na turnaji U.S. Open se jen zřídka podaří zvítězit se skóre výrazně pod par.
Turnaj je mistrovstvím United States Golf Association (USGA) a má velmi přísná pravidla pro to, kdo se na turnaj může kvalifikovat. Patří sem vítězové nedávných major turnajů, profesionálové, kteří jsou v současné době vysoko na světovém nebo peněžním žebříčku z okruhů na celém světě. Také přední amatéři z nedávných soutěží USGA. Na druhou stran U.S Open nikterak nevylučuje, aby se na turnaj kvalifikovaly ženy nebo juniorští hráči. Do roku 2022 se však na U.S. Open ještě žádná golfistka nekvalifikovala, ačkoli v roce 2006 se Michelle Wie dostala do druhé fáze kvalifikace. 
U.S. Open po mnoho let využívalo play-off na 18. jamce, pokud měli hráči po čtyřech kolech nerozhodný výsledek. Od roku 2018 se play-off hraje na dvě jamky. Pokud by hráči po dvou jamkách play-off stále hráli nerozhodně, následovalo by play-off s náhlou smrti. Tato změna přiblížila způsob play-off U.S Open turnajům British Open a PGA Championships, které používají play-off na čtyři, respektive tři jamky s následnou náhlou smrtí, pokud je to nutné. Většina ostatních turnajů PGA Tours i Masters má pouze jednoduché play-off s náhlou smrtí. Neděle, kdy se koná finálové kole turnaje, také v posledních letech připadá na Den otců (alespoň tak, jak je tento svátek slaven v USA a Velké Británii), což dodává proslovům vítězů na dojemnosti.

### The Open Championship
The Open Championship (někdy označovaný jako British Open), pořádá britská The R&A, která vznikla v roce 2004 oddělením od The Royal and Ancient Golf Club of St Andrews, který se transformoval na soukromý golfový klub. Turnaj se hraje na hřišti linksového typu ve Spojeném království (především ve Skotsku nebo Anglii, ale již se hrálo také v Severním Irsku). Má prestiž daleko nejstaršího v současnosti existujícího profesionálního golfového turnaje (vznikl již v roce 1860). Je respektován pro udržování tradice linksové hry, která sahá až k samotnému vynálezu golfové hry ve Skotsku. 
Linksová hřiště jsou obecně typická jako pobřežní, rovinatá a často velmi větrná, s fairwayemi protkanými dunovou trávou a keři, které tvoří „rough“, mají též hluboké bunkery. Hřiště se obvykle dále „neupravuje“, aby bylo obtížnější. Typické proměnlivé britské počasí se tak fakticky stává hlavním vnějším vlivem během turnaje. Greeny na místech konání British Open bývají totiž upraveny tak, aby se na nich hrálo pomaleji než na jiných turnajích. Za větrného počasí se hřiště s velmi rychlými greeny může stát nehratelným, protože vítr by mohl ovlivnit dokonce míčky v klidu. Ve třetím kole turnaje British Open v roce 2015 došlo k mnoha zpožděním právě z tohoto důvodu. Počasí během turnaje (kromě větru) často bývá mnohem chladnější a deštivější než na jiných turnajích.
Automaticky se na turnaj kvalifikují vítězové ostatních major turnajů a také amatérští šampioni, rovněž všichni bývalí vítězové The Open Championship mladší 60 let a přední hráči světového žebříčku. Pro ostatní golfisty z celého světa zajišťuje R&A možnost účasti pořádáním kvalifikačních turnajů na všech kontinentech a také pořádáním závěrečných kvalifikačních turnajů po celém Spojeném království v týdnech před hlavním turnajem. Šampion obdrží slavný pohár Claret Jug, jehož historie sahá až do roku 1872 (šampioni z let 1860 až 1871 dostávali místo poháru mistrovský pás – podobný jako dnes dostávají profesionální boxeři). Vyrytí jména šampiona na podstavec poháru před jeho převzetím je samo o sobě jednou z tradic závěrečného ceremoniálu šampionátu, stejně jako předání stříbrné medaile nejlepšímu amatérskému hráči, který prošel cutem a odehrál posledních 36 jamek.